# قهرمانان و ژنرال‌ها
قهرمانان و ژنرال‌ها (به انگلیسی: Heroes & Generals) یک بازی ویدئویی رایگان در سبک تیراندازی اول شخص و استراتژی هم‌زمان است. شرکت رتو-موتو سازنده این بازی است. بازیکنان می‌توانند در نقش سربازان نازی، اتحاد جماهیر شوروی یا ایالات متحده آمریکا بازی کنند.

## ساخت
بازی قهرمانان و ژنرال‌ها توسط شرکت رتو-موتو و با استفاده ازموتور بازی سه‌بعدی این شرکت به نام ریتاکس ساخته شده است. این بازی از سیستم ضد تقلب بتل‌آی بهره می‌برد.

## انتشار
رتو-موتو در ۷ اکتبر سال ۲۰۱۱ میلادی اولین ویدئوی پیش نمایش نسخه‌ی اولیه این بازی را در گیم تریلرز منتشر کرد.
نسخه آزمایشی این بازی نیز در ۱۱ ژولای ۲۰۱۴ میلادی برای ویندوز، در استیم منتشر شد.
نسخه اصلی این بازی سرانجام در ۲۳ سپتامبر ۲۰۱۶ میلادی منتشر شد.